# 能代宇宙イベント

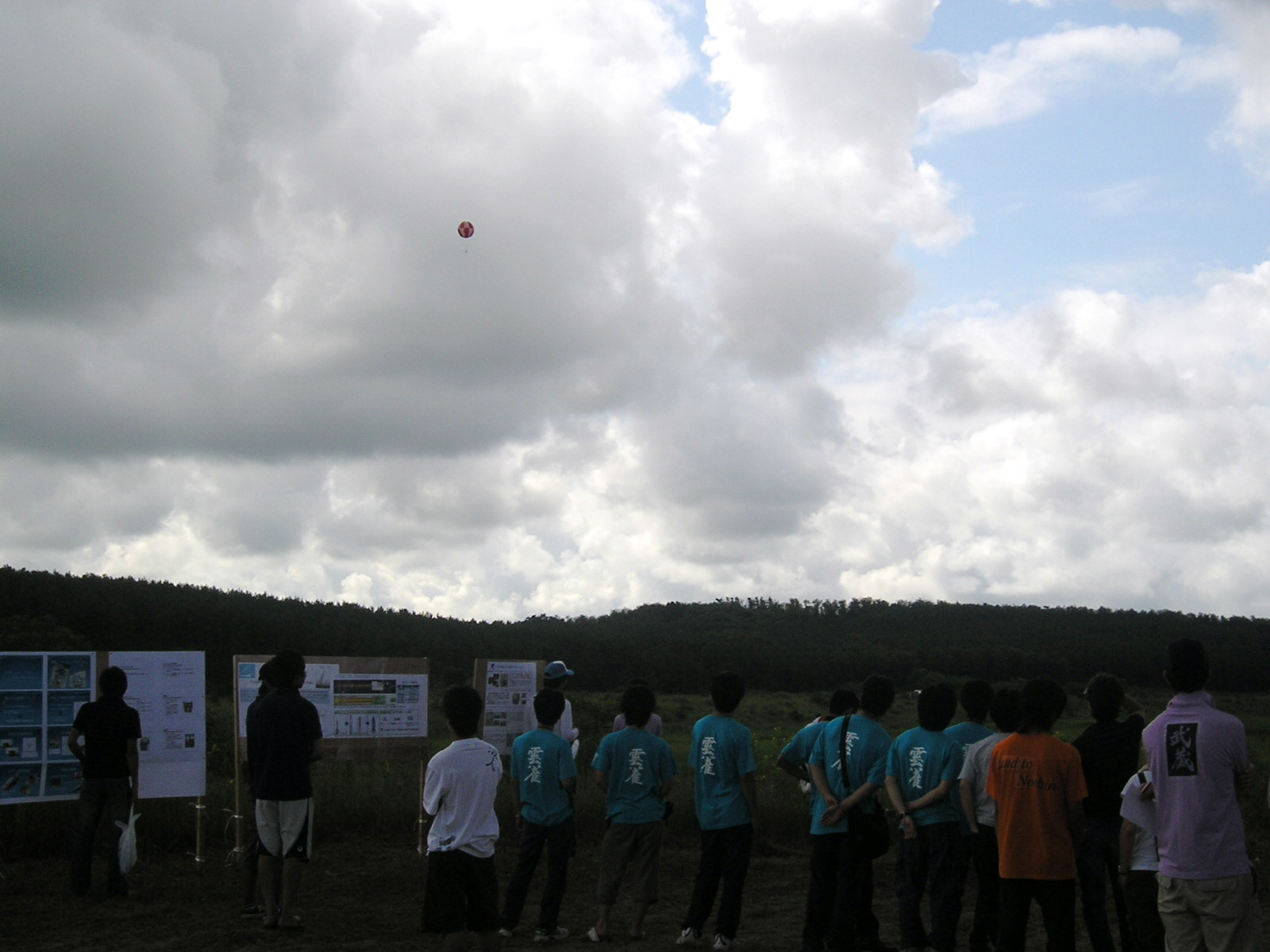
フライバックコンペの様子。能代宇宙イベント'07、2007年8月

能代宇宙イベント（のしろうちゅういべんと）は、能代宇宙イベント協議会が中心となって秋田県能代市で行っている宇宙イベント。

## 概要
能代宇宙イベント協議会が主催となり、日本の宇宙教育のためのイベントとして能代市および秋田県の協力のもと2005年夏に開催が始まった。2010年には高校生と大学生あわせて400人が参加するなど、国内最大規模の学生または社会人によるロケット打上及び自律ロボット制御のアマチュア大会に発展した。
宇宙イベントではモデルロケットの打上げや缶サットキットコンペ、CanSat(カンサット)によるフライバックコンペ、ローバー走行コンペなどが行われる。全日程見学可能だが特に一般公開日が設けられ、モデルロケット打ち上げなど見学に来た地域の子供を対象に体験打ち上げが実施されている。

### 能代宇宙広場
能代宇宙イベントのメイン会場。能代多目的実験場に付近にある長さ3km、幅500mの平坦地で、能代市沿岸部に広がる風の松原に囲まれている。この土地の活用方法を考案したことがイベントの発足に繋がった。なお、この土地は浅内第二鉱さい堆積場であるが、イベントをきっかけに能代宇宙広場の愛称で呼ばれるようになった。

### のしろケットちゃん
能代宇宙イベント応援する目的で作られたマスコットキャラクター。女の子の姿をした小さなロケットの妖精で、ロケットを抱えたり乗ったりしていることが多い。いつか宇宙に行くのが夢。

## 能代宇宙イベント協議会
2007年現在、秋田大学、大学宇宙工学コンソーシアム、東海大学、東北大学、日本モデルロケット協会の5者が能代宇宙イベント協議会の議決機関となっている。これに加え、イベントを直接運営する事務局と安全指導を行う安全管理部門で協議会を構成している。